# Броне Буйвідайте
Броне Буйвідайте (лит. Bronė Buivydaitė Bronė Buivydaitė; Тиру Дукте (псевдонім); 8 грудня 1895, Сведасай, нині Анікщяйський район Литви — 29 січня 1984, Анікщяй, Литва) — литовська поетеса і прозаїк.

## Біографія
Народилася в сім'ї дрібного ремісника. Виросла в м. Анікщяй. Закінчила курси бухгалтерів у Каунасі (1912). Працювала в торгівлі. У 1914 році закінчила чотирикласну школу в Утені, в 1918 році — гімназію у Воронежі. У 1918- 1930 роках працювала вчителем у Скуодасі, Паневежисі, Анікщяї. Після Другої світової війни до 1948 року працювала вчителем в Алітусі .
Близько 1960 року втратила зір. У 1970-му була прийнята до Литовського товариства сліпих, яке надавало їй певну матеріальну допомогу. Незважаючи на сліпоту, Броне написала кілька книг для дітей.
Померла й похована в Анікщяї.

## Творчість
У міжвоєнні роки вийшли друком три її збірки віршів, кілька книг прози. Написала для дітей збірку переказів у віршах про Анікщяй — «Анікщяйські балади» («Anykščių baladės», 1930), казки у віршах, оповідання. Після закінчення війни, окрім нових віршів, заново відредагувала колишні твори, переважно для дітей. Написала роман «Відкриті листи» («Atversti lapai», 1934), лібрето до опер «Боб і старі люди» («Pupa ir seneliai») Мікаса Вайткявічюса, «Юрате і Каститіс» («Jūratė ir Kąstytis»; постановка 1972) К. В. Банайтіса.
Деякі її вірші покладені на музику Владаса Якубенаса, Олександри Дірвянскайте та інших литовських композиторів, й стали піснями.
Користувалася псевдонімом Тиру Дукте (Tyrų duktė).

## Твори
- Vasaros šnekos. 1921 (книга віршів)
- Mėlynasis drugelis. 1927 (п'єса-казка)
- Anykščių baladės. 1930
- Skudučiai. 1933 (книга віршів)
- Stebuklingoji radasta. 1933 (п'єса-казка)
- Auksinis batelis. 1936 («Золотий черевичок», повість)
- Trys bičiuliai. 1937 (повість)
- Po žilvičiais. 1939 (книга віршів)
- Atversti lapai. 1934 (роман)
- Lapė gudragalvė. 1935 (п'єса-казка)
- Pro vaikystės langą. 1969 («У вікно дитинства», повість)
- Karklo švilpa. 1972
- Vargai vartus kilnoja. Vilnius: Vaga, 1982 («Біди відчиняють ворота», спогади)
- Pro vaikystės langą. Vilnius: Vyturys, 1995